# Gai Semproni Tudità (cònsol)
Gai Semproni Tudità (en llatí Caius Sempronius C. F. Tuditanus) va ser un magistrat romà. Era fill de Gai Semproni Tudità (magistrat). Va ser un destacat membre de la gens Semprònia per la seva carrera militar i per la seva feina com a historiador. Formava part de la família dels Tudità.

## Biografia
El seu pare era senador i, com que tots dos tenien el mateix nom, Ciceró de vegades va confondre el fill amb el pare, cosa que li va fer veure Tit Pomponi Àtic el maig del 45 aC.

### Ascens polític
L'any 146 aC va treballar al servei de Luci Mummi Acàic per la guerra amb Grècia. El 145 aC va ser nomenat qüestor. Probablement per ser partidari dels Escipions es va promocionar sense haver passat el temps mínim pels càrrecs de curul i el 132 aC va ser nomenat pretor.
Va arribar al màxim de la seva carrera política quan l'any 129 aC va ser escollit cònsol juntament amb Mani Aquil·li. Les disputes provocades per la llei agrària de Tiberi Semproni Grac, per l'execució de la qual s'havien nomenat triumvirs, van obligar a traspassar la implementació de la llei al cònsol Tudità. Es tractava de decidir sobre les terres d'estrangers aliats a Roma, que una comissió dels Gracs havia annexat per a fer-ne ús com a terres de conreu. Però Tudità, conscient de les grans dificultats que el tema presentava, va evitar cap decisió al·legant que havia d'anar a Il·líria per fer la guerra.
Efectivament va anar a Il·líria on va fer la guerra als iapods, primer sense gaire èxit però després els va acabar derrotant mercès especialment al seu llegat Dècim Juni Brut Galaic que ja havia obtingut glòria a Hispània anteriorment. A la tornada a Roma va poder celebrar un triomf. Va immortalitzar les seves victòries sobre els iapods i els istris amb una inscripció en una estàtua i amb una dedicatòria al déu fluvial Timavus a la ciutat d'Aquileia, que era estava escrita en versos saturnins i de la qual se'n van trobar dos fragments el 1906. Probablement el poeta Hosti es referia a ell en el seu poema Bellum Histricum.

### Descendència
Va ser l'avi matern de l'orador Quint Hortensi, ja que la seva filla Semprònia es va casar amb Luci Hortensi, el pare de l'orador.

## Escrits
Tudità era també un orador i historiador de certa nota i una obra seva, una Història, va ser mencionada per diversos autors antics, però només se'n conserven alguns fragments. Ciceró destacava el seu estil.
Pel que fa a les seves conviccions polítiques era del partit dels Optimates per als qui va escriure un tendenciós tractat sobre les lleis que constituïen Roma, el Libri magistratuum, format per almenys 13 llibres que fonamentaven la superioritat de la classe patrícia. Marc Juni Gracà va ser l'autor d'una obra similar anomenada De postetatibus en set llibres, que van fer servir els Gracs per guanyar adeptes. Aquests dos escrits van ser els primers d'aquesta mena en la literatura romana. El Libri magistratuum es va publicar més endavant amb retocs per part dels tribuns de la plebs, afegint els nundinae (dies de mercat i festius del calendari romà) i altres detalls.
Hi ha parts del llibre que no semblen pròpies d'un llibre sobre legislació, sinó més aviat d'un llibre d'història, per exemple: quan escriu sobre uns antics habitants del Latium anomenats aborígens, o quan Numa Pompili va trobar uns llibres. Per aquest motiu alguns acadèmics han proposat que alguns fragments atribuïts al Libri magistratuum, serien en realitat fragments d'una altra obra que narraria els orígens de Roma fins al segle ii aC.
Probablement va ser Marc Terenci Varró qui es va adonar que Tudità havia fet servir com a fonts documentals a Cató el Vell i a Luci Cassi Hemina i és per això que el seu relat coincideix amb el que va fer el seu contemporani Luci Calpurni Pisó Frugi, però difereix del fet per Marc Juni Gracà. També va ser Varró qui va fer les citacions més interessants sobre l'obra de Tudità, que autors posteriors van tenir en compte (Dionís d'Halicarnàs, Plini el Vell, Macrobi). Aulus Gel·li el va citar en dues ocasions (Noctes Atticae, VII, 4, 1; XIII, 15, 4) relacionant-lo amb l'historiador Luci Eli Tuberó i amb un àugur anomenat Messal·la.